# Alex Arlitt
Alexis Elaine Arlitt (* 25. August 1993) ist eine US-amerikanische Fußballspielerin.

## Karriere
Während ihres Studiums an der Louisiana State University spielte Arlitt von 2011 bis 2015 für die dortige Universitätsmannschaft der LSU Tigers. Parallel dazu lief sie in den Jahren 2014 und 2015 für die W-League-Teilnehmer Gulf Coast Texans beziehungsweise Seattle Sounders Women auf. Während des im Januar 2016 durchgeführten College-Drafts der NWSL wurde sie in der vierten Runde an Position 38 vom amtierenden Meister FC Kansas City ausgewählt. Ihr NWSL-Debüt gab Arlitt am 1. Mai 2016 bei einer 0:1-Auswärtsniederlage gegen den NWSL-Finalgegner des Vorjahres, den Seattle Reign FC, als Einwechselspielerin für Jen Buczkowski. Zur Saison 2018 wechselte sie zum neugegründeten Utah Royals FC, für den sie jedoch in keinem Pflichtspiel zum Einsatz kam.